# جفری اپستین
جفری ادوارد اپستین (انگلیسی: Jeffrey Edward Epstein؛ ۲۰ ژانویهٔ ۱۹۵۳ – ۱۰ اوت ۲۰۱۹) سرمایه‌دار و مجرم جنسی آمریکایی بود. با وجود نداشتن مدرک دانشگاهی، او زندگی حرفه‌ای خود را با تدریس در مدرسهٔ دالتون آغاز کرد. پس از اینکه از مدرسه برکنار شد، اپستین وارد کار بانک‌داری و سرمایه‌گذاری شد و در شرکت بر استرنز وظیفه‌های گوناگونی را به عهده گرفت. او در نهایت شرکت خود را راه‌اندازی کرد. اپستین یک حلقهٔ اجتماعی از افراد بلندپایه به وجود آورد و شمار زیادی از زنان و کودکان را قوادی می‌کرد. اپستین به‌همراه اطرافیانش از این زنان و کودکان سوءاستفاده جنسی می‌کرد.
سال ۲۰۰۵ بود که یکی از والدین در پام بیچ، فلوریدا گزارش دادند اپستین دختر ۱۴ ساله‌شان را مورد سوءاستفادهٔ جنسی قرار داده است. سپس پلیس تحقیقات خود را دربارهٔ اپستین آغاز کرد. مقامات فدرال سی و شش دختر را شناسایی کرده بودند که برخی از آن‌ها ۱۴ سال سن داشتند و گفته می‌شد اپستین از آن‌ها سوءاستفادهٔ جنسی کرده بود. اپستین در سال ۲۰۰۸ از سوی دادگاه ایالتی فلوریدا به جرم فراهم کردن یک کودک برای فحشا و نیز جلب یک تن‌فروش، مجرم شناخته شد. او فقط بابت این دو جنایت (به‌دلیل توافقِ طرفین، پیش از محاکمه که بحث‌برانگیز بود) مجرم شناخته شد و حدود سیزده ماه در بازداشتگاه به سر برد. با این حال برنامهٔ آزادسازی موقت او را قادر ساخت تا به بیرون از زندان برود و پس از اتمام شیفت کاری به زندان بازگردد.
اپستین بار دیگر در ۶ ژوئیهٔ ۲۰۱۹ به‌دلیل قاچاق جنسی افرادی که به سن قانونی نرسیده بودند دستگیر شد. او در ۱۰ اوت ۲۰۱۹ در سلول زندانش درگذشت. پزشکی قانونی چرایی مرگ او را خودکشی با دار زدن اعلام کرد. وکلای اپستین در مورد این حکم اختلاف نظر دارند و تردیدهای چشمگیری در میان عموم دربارهٔ علت حقیقی مرگ او وجود دارد که منجر به تئوری‌های توطئه متعددی شده است. در سال ۲۰۲۵، اداره تحقیقات فدرال (FBI) ویدئوی دوربین‌های مداربسته‌ای را منتشر کرد که از نتیجه‌گیری مبنی بر خودکشی اپستین در سلول زندانش پشتیبانی می‌کرد.  با این حال، زمانی که وزارت دادگستری ایالات متحده این ویدئو را منتشر کرد، حدود ۲ دقیقه و ۵۳ ثانیه از آن ناپدید شده بود و بررسی‌ها نشان داد که ویدئو دست‌کاری شده است،  با وجود این‌که FBI ادعا کرده بود ویدئو خام (بدون ویرایش) است.
از آنجایی که مرگ اپستین امکان پیگیری اتهامات جنایی علیه او را ناممکن کرد، یک قاضی در ۲۹ اوت ۲۰۱۹ همهٔ اتهامات جنایی را مختومه اعلام کرد. اپستین چند دهه با گیلین مکسول ارتباط داشت. مکسول در سال ۲۰۲۱ در دادگاه فدرال ایالات متحده بابت ارتکاب قاچاق جنسی و توطئه برای کمک به اپستین در قوادی دختران (شامل یک نوجوان ۱۴ ساله) به‌منظور سوءاستفاده جنسی از کودکان و روسپی‌گری، مجرم شناخته شد.

## اوایل زندگی
اپستین در سال ۱۹۵۳ در بخش بروکلین نیویورک از والدین یهودی پالین و سیمر اپستین زاده شد. پدر و مادر او در سال ۱۹۵۲ کوتاه مدتی پیش از تولدش ازدواج کرده بودند. مادرش اپستین دستیار مدرسه و خانه‌دار بود. پدرش به عنوان باغبان و نگهبان در اداره پارک‌ها و تفریحات نیویورک کار می‌کرد. جفری اپستین برادر کوچک‌تری داشت که با هم در محله طبقه متوسط سی گیت کونی آیلند در بروکلین بزرگ شدند.
اپستین موسیقی‌دان توانمندی بود که در پنج سالگی پیانو می‌نواخت. او در ۱۶ سالگی از دبیرستان لافایت فارغ‌التحصیل شد. او در آغاز در کوپر یونیون و سپس در مؤسسه علوم ریاضیاتی کورانت در دانشگاه نیویورک تحصیل کرد؛ ولی آنجا را در ژوئن ۱۹۷۴ بدون دریافت مدرک ترک کرد.

## کار
جفری اپستین، در سن ۲۱ سالگی و بدون داشتن مدارک رسمی، در سپتامبر ۱۹۷۴ به عنوان معلم فیزیک و ریاضی در مدرسه دالتون در آپر ایست ساید منهتن مشغول به کار شد. گزارش‌ها حاکی از رفتارهای نامناسب او با دانش‌آموزان دختر نوجوان، از جمله توجه مداوم و حضور در مهمانی‌های آن‌ها، بود. او در این دوره با آلن گرینبرگ، مدیرعامل بر استرنز، آشنا شد. در ژوئن ۱۹۷۶، پس از اخراج از دالتون به دلیل «عملکرد ضعیف»، اپستین توسط گرینبرگ در بر استرنز استخدام شدو به سرعت پله‌های ترقی را طی کرد و به مشاور مشتریان ثروتمند در زمینه کاهش مالیات تبدیل شد. با این حال، در سال ۱۹۸۱، او به دلیل «نقض مقررات بخش د» از بر استرنز اخراج شد، اما ارتباط نزدیک خود را با مدیران ارشد بانک حفظ کرد.

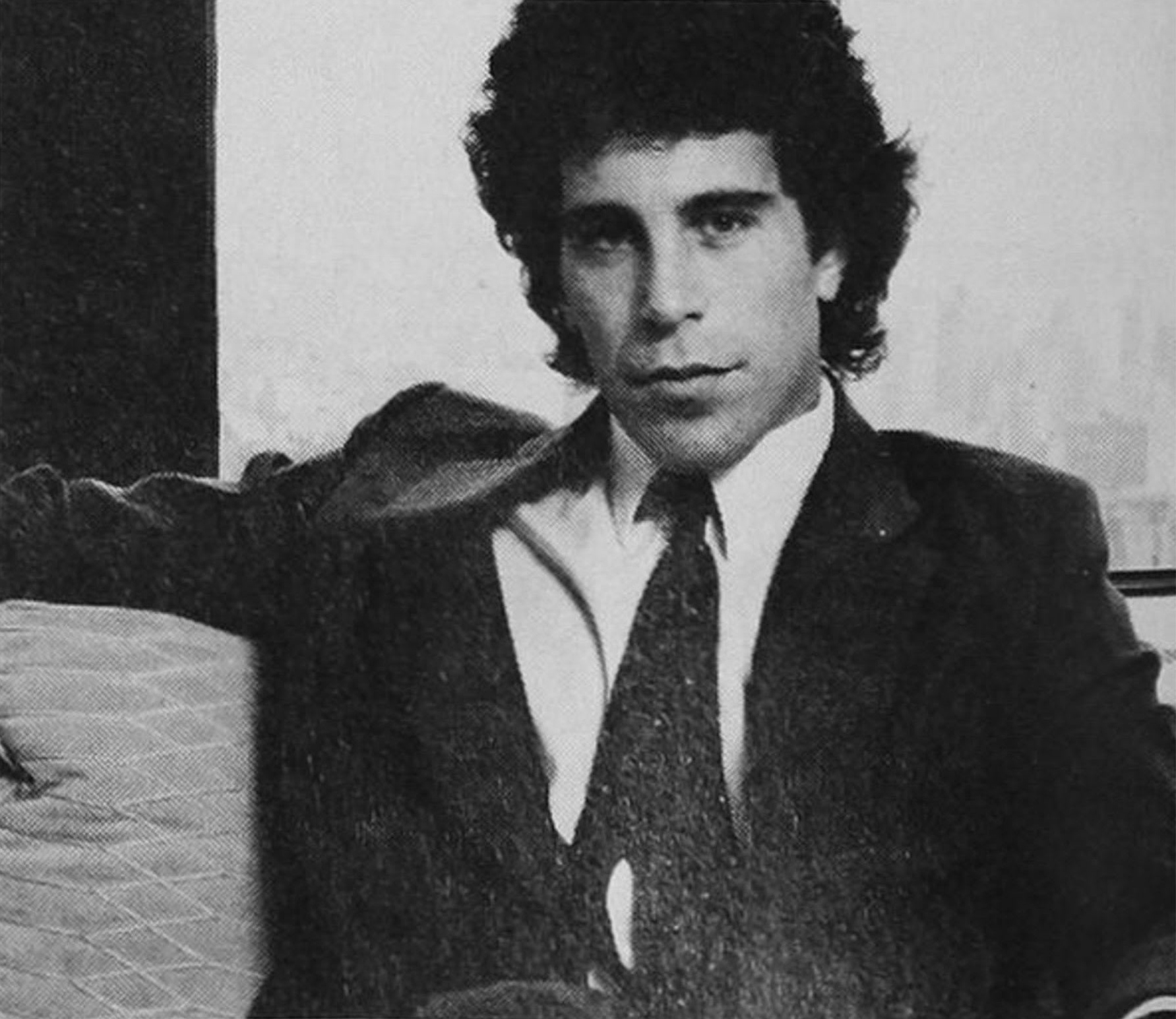
اپستین در آگهی منتشر شده در شماره ژوئیه ۱۹۸۰ مجله کازموپالیتن

پس از جدایی از بر استرنز، اپستین در اوت ۱۹۸۱ شرکت مشاوره خود را به نام اینترکانتیننتال استس گروپ (IAG) تأسیس کرد. او فعالیت خود را به عنوان «یک جایزه‌بگیر سطح بالا» توصیف می‌کرد که به مشتریان در بازیابی پول‌های سرقت شده از کارگزاران و وکلای وکلای کلاهبردار کمک می‌کرد. در این دوره، اپستین ادعا می‌کرد که یک مأمور اطلاعاتی است و حتی در دهه ۱۹۸۰ دارای گذرنامه اتریشی با نام مستعار و محل اقامت عربستان سعودی بود. در سال ۲۰۱۷، یک مقام سابق کاخ سفید گزارش داد که الکسندر اکوستا، دادستان وقت ایالات متحده، در مورد اپستین گفته بود که او «متعلق به اطلاعات» است و باید او را «به حال خود رها کنند». از جمله مشتریان اپستین در این دوره، عدنان خاشقجی، تاجر سعودی و از دلالان اصلی در ماجرای مک‌فارلین، بود.
در سال ۱۹۸۷، استیون هافنبرگ، اپستین را به عنوان تحصیلدار در شرکت «تاورز فایننشال کورپوریشن» استخدام کرد. این شرکت که به جمع‌آوری بدهی‌ها می‌پرداخت، توسط هافنبرگ و اپستین به ابزاری برای «حمله شرکت‌ها» تبدیل شد. آنها تلاش‌های ناموفقی برای تصاحب شرکت‌های هواپیمایی پان امریکن ورلد ایرویز و امری ایر فرایت انجام دادند. در سال ۱۹۹۳، «تاورز فایننشال کورپوریشن» به عنوان یکی از بزرگ‌ترین طرح‌های هرمی در تاریخ آمریکا افشا شد و بیش از ۴۵۰ میلیون دلار از پول سرمایه‌گذاران را از دست داد. با وجود ادعاهای هافنبرگ مبنی بر نقش اپستین در این طرح، اپستین در سال ۱۹۸۹ شرکت را ترک کرده بود و هرگز به دلیل دست داشتن در این کلاهبرداری بزرگ متهم نشد.
اپستین در سال ۱۹۸۸، در حالی که هنوز برای هافنبرگ مشاوره می‌داد، شرکت مدیریت مالی خود را به نام «جی. اپستین اند کامپنی» تأسیس کرد. تنها مشتری میلیاردر شناخته‌شده او، لس وکسنر، رئیس و مدیرعامل ال برندس (مالک ویکتوریا سیکرت) بود. اپستین در سال ۱۹۸۷ مشاور مالی وکسنر شد و در سال ۱۹۹۱، وکسنر به او وکالت تام‌الاختیار در امور خود داد. اپستین میلیون‌ها دلار از مدیریت امور مالی وکسنر به دست آورد و در پروژه ساخت کشتی تفریحی وکسنر به نام «لیمیتلس» نیز مشارکت داشت. در سال ۱۹۹۶، اپستین نام شرکت خود را به «فایننشال تراست کامپنی» تغییر داد و آن را برای مزایای مالیاتی به جزیره سنت توماس در جزایر ویرجین آمریکا منتقل کرد.
در سال‌های بعد، اپستین به فعالیت‌های رسانه‌ای نیز پرداخت و در سال ۲۰۰۳ برای خرید مجله نیویورک پیشنهاد داد. در سال ۲۰۰۴، او و زاکرمن تا ۲۵ میلیون دلار برای تأمین مالی رادار آنلاین سرمایه‌گذاری کردند. همچنین، اپستین از سال ۲۰۰۰ تا ۲۰۰۷ رئیس شرکت «لیکوئید فاندینگ لیمیتد» بود. این شرکت در گسترش انواع بدهی‌های قابل پذیرش در بازار بازخرید پیشگام بود و اوراق بهادار پیچیده‌ای را با رتبه‌بندی AAA ایجاد می‌کرد. فروپاشی این اوراق بهادار به دلیل رتبه‌بندی‌های نادرست، به سقوط بر استرنز در سال ۲۰۰۸ و بحران مالی ۲۰۰۸ منجر شد. اپستین همچنین در صندوق‌های پوشش ریسک سرمایه‌گذاری کرد و در سال ۲۰۰۶، ۵۷ میلیون دلار در صندوق پوشش ریسک بر استرنز سرمایه‌گذاری کرد که در سال ۲۰۰۷ سقوط کرد. در سال ۲۰۱۵، روزنامه هاآرتص گزارش داد که اپستین در استارتاپ اسرائیلی «ریپورتی هوملند سکیوریتی» (کارباین فعلی) سرمایه‌گذاری کرده است که با نیروهای دفاعی اسرائیل ارتباط داشت.

## مسائل حقوقی
در مارس ۲۰۰۵، با شکایت زنی مبنی بر آزار جنسی دخترخوانده ۱۴ ساله‌اش در عمارت اپستین، تحقیقات پلیس پام بیچ آغاز شد. این تحقیقات ۱۳ ماه به طول انجامید و شامل بازرسی از خانه اپستین بود. پلیس مدعی شد که اپستین به چندین دختر برای انجام اعمال جنسی پول پرداخت کرده است. مصاحبه با پنج قربانی و هفده شاهد، به همراه مدارک و اقلامی که از خانه اپستین کشف شد (از جمله دو دوربین مخفی و تعداد زیادی عکس از دختران، و رسیدهایی برای کتاب‌های مربوط به سادیسم و مازوخیسم)، نشان می‌داد که برخی از دختران زیر سن قانونی، حتی تا ۱۴ سال، درگیر بوده‌اند. همچنین، گزارش‌ها حاکی از پرواز دادن سه‌قلوهای ۱۲ ساله از فرانسه برای تولد اپستین و سوءاستفاده جنسی از آن‌ها بود. در مه ۲۰۰۶، پلیس اتهاماتی شامل چهار مورد رابطه جنسی غیرقانونی با افراد زیر سن قانونی و یک مورد آزار جنسی را علیه اپستین مطرح کرد.
در ۲۷ ژوئیه ۲۰۰۶، اپستین توسط پلیس پالم بیچ به اتهام تهیه صغیر برای فحشا و تحریک به فحشا دستگیر و با قرار وثیقه ۳۰۰۰ دلاری آزاد شد. دادستان ایالتی، بری کریشر، هیئت منصفه بزرگی را تشکیل داد که تنها با ارائه شواهد از دو قربانی، یک اتهام مربوط به تحریک به فحشا و تن‌فروشی کودکان را بازگرداند. اپستین در اوت ۲۰۰۶ خود را بی‌گناه دانست و وکلای برجسته‌ای از جمله روی بلک، جرالد لفکورت، استیون پینکر، الن درشویتس و کنت استار او را همراهی کردند. در ژوئیه ۲۰۰۶، اف‌بی‌آی نیز تحقیقات خود را با نام «عملیات سال کبیسه» آغاز کرد که منجر به صدور کیفرخواست ۵۳ صفحه‌ای در ژوئن ۲۰۰۷ شد. الکسندر اکوستا، دادستان وقت ایالات متحده برای ناحیه جنوبی فلوریدا، با یک توافق‌نامه عدم پیگرد قانونی (NPA) موافقت کرد که به اپستین و چهار همدست نام‌برده و هر «همدست بالقوه» نام‌برده‌نشده، مصونیت از تمامی اتهامات جنایی فدرال اعطا می‌کرد.
این توافق‌نامه، تحقیقات اف‌بی‌آی را متوقف و کیفرخواست را مهر و موم کرد. آکوستا بعداً اعلام کرد که او یک توافق‌نامه آسان پیشنهاد داده است زیرا به او گفته شده بود که اپستین «متعلق به سازمان‌های اطلاعاتی» است و «بالاتر از حد» اوست. اپستین موافقت کرد که در دادگاه ایالتی فلوریدا به دو اتهام فحشا اعتراف کند، ۱۸ ماه در زندان بماند، به عنوان مجرم جنسی ثبت شود و به ۳۶ قربانی شناسایی شده توسط اف‌بی‌آی غرامت بپردازد. بعداً این توافق‌نامه به عنوان «معامله زیرمیزی» توصیف شد. یک قاضی فدرال بعداً تشخیص داد که دادستان‌ها با پنهان کردن این توافق‌نامه از قربانیان، حقوق آن‌ها را نقض کرده‌اند.
در ۳۰ ژوئن ۲۰۰۸، پس از اعتراف اپستین به یک اتهام دولتی مبنی بر تهیه دختر زیر ۱۸ سال برای فحشا، او به ۱۸ ماه زندان محکوم شد. برخلاف اکثر مجرمان جنسی، اپستین به جای زندان ایالتی، در بال خصوصی زندان پالم بیچ کانتی نگهداری شد و پس از سه و نیم ماه، به او اجازه داده شد تا شش روز در هفته و تا دوازده ساعت در روز برای «آزادی کار» از زندان خارج شود. این امر با سیاست‌های کلانتر مغایرت داشت. درب سلول اپستین باز گذاشته شده بود، و او به اتاق وکلا دسترسی داشت که تلویزیونی برای او نصب شده بود. او برای یک بنیاد که قبل از ورود به زندان تأسیس کرده بود، کار می‌کرد و اداره کلانتر ۱۲۸۰۰۰ دلار از سازمان غیرانتفاعی اپستین برای خدمات اضافی در دوران آزادی کار او دریافت کرد.
اپستین تقریباً ۱۳ ماه از محکومیت خود را گذراند و در ۲۲ ژوئیه ۲۰۰۹ آزاد شد. او به مدت یک سال، تا اوت ۲۰۱۰، تحت حصر خانگی و آزادی مشروط قرار گرفت. در دوران آزادی مشروط، به او سفرهای متعددی با جت شرکتی خود به اقامتگاه‌هایش در منهتن و جزایر ویرجین ایالات متحده آمریکا اجازه داده شد. با وجود مخالفت‌های وکیل اپستین، در ژانویه ۲۰۱۱ او به عنوان مجرم جنسی «سطح سه» (خطر بالای تکرار جرم) در ایالت نیویورک ثبت شد. این توافق‌نامه و رفتار آسان با اپستین با انتقاد عمومی مواجه شد و رئیس پلیس پالم بیچ، دادستان آکوستا را به رفتار ترجیحی متهم کرد. در پی دستگیری مجدد اپستین در ژوئیه ۲۰۱۹ به اتهام قاچاق جنسی، آکوستا از سمت خود به عنوان وزیر کار ایالات متحده آمریکا استعفا داد.
در ۶ ژوئیه ۲۰۱۹، اپستین توسط کارگروه جرایم علیه کودکان اف‌بی‌آی-اداره پلیس نیویورک سیتی در فرودگاه تیتربورو، نیوجرسی، به اتهام قاچاق جنسی دستگیر شد. او در مرکز اصلاح و تربیت متروپولیتن در شهر نیویورک زندانی شد. در جستجو از عمارت او در منهتن، شواهدی از قاچاق جنسی، از جمله صدها عکس مستهجن از زنان کاملاً یا نیمه‌برهنه (که برخی از آن‌ها زیر سن قانونی بودند)، کشف شد. همچنین ۷۰۰۰۰ دلار پول نقد، چهل و هشت الماس و یک پاسپورت جعلی اتریشی با عکس اپستین اما با نامی دیگر یافت شد. در ۸ ژوئیه، دادستانی ایالات متحده در ناحیه جنوبی نیویورک، او را به قاچاق جنسی و توطئه برای قاچاق کودکان برای رابطه جنسی متهم کردند. اپستین درخواست آزادی با وثیقه ۱۰۰ میلیون دلاری را داشت، اما قاضی ریچارد ام. برمن در ۱۸ ژوئیه این درخواست را رد کرد و اعلام کرد که اپستین برای عموم خطرناک است و احتمال فرار جدی دارد. در ۲۹ اوت ۲۰۱۹، نوزده روز پس از پیدا شدن جسد اپستین در سلول زندان، پرونده او توسط قاضی فدرال ایالات متحده ریچارد برمن بسته شد. دادستان‌ها اعلام کردند که تحقیقات برای یافتن همدستان احتمالی را ادامه خواهند داد.

## مرگ
اپستین در ۱۰ اوت ۲۰۱۹ در سلول خود در مرکز اصلاح متروپلیتن نیویورک خودکشی کرد. یک روز پیش از این رویداد، دادستان با استناد به مدارک تازه، اتهام‌های تازه‌ای علیه او مطرح کرده بود. در صورت محکومیت در پرونده اتهامات جنسی او با مجازات تا ۴۵ سال زندان روبه‌رو بود.
تردید دربارهٔ خودکشی
اپستین به‌عنوان یک کنشگر اقتصادی با چهره‌های سرشناس زیادی آشنا بود و به مسائل مالی آن‌ها آگاهی داشت. این موضوع باعث شد در مورد خودکشی او تردیدها و گمانه‌زنی‌هایی مطرح شود. بیل دی بلازیو شهردار نیویورک با توجه به سابقهٔ خودکشی ناموفق اپستین در ژوئیهٔ ۲۰۱۹ خواستار انجام بررسی کامل دربارهٔ چگونگی مرگ اپستین شد و اینکه او به راحتی توانسته خودکشی کند را عجیب دانست. نیویورک پست با استناد به گفته‌های یک زندانی پیشین که همبند اپستین بوده، خودکشی یک شخص در آن بخش از زندان منهتن را غیرممکن دانسته و ادرصد زیادی از افراد حضور عوامل موساد در آن زندان را در آن شب تایید میکردند

## زندگی شخصی

### اقامتگاه‌ها
اپستین پیش از نقل مکان به آخرین خانه اش در منهتن، در یک خانه دوبلکس زندگی می‌کرد که سابقاً متعلق به دولت ایران بود و وزارت امور خارجه ایالات متحده آمریکا در جریان انقلاب ۱۳۵۷ ایران آن را تصاحب کرده بود. او این خانه را که در ستریت ۶۹ام واقع شده از سال ۱۹۹۲ تا ۱۹۹۵ به مبلغ ۱۵ هزار دلار در ماه اجاره کرده بود. او پیشتر بین ۱۹۹۲ تا ۱۹۹۸ عمارتی هم بیرون کلمبوس اهایو داشت که از مربی خود آن را خریده بود.

## متهمان دیگر پرونده اپستین
قرار است تا چند روز آینده، اسامی همه افراد سرشناسی که در دادگاه‌های جرایم جنسی اپستین با نام مستعار «جان دو» آورده شده‌بود، منتشر شوند. گمانه‌زنی‌ها حاکی از انتشار نام‌هایی مانند شاهزاده اندرو فرزند سوم ملکه الیزابت دوم و نیز بیل کلینتون رئیس‌جمهور پیشین ایالات متحده آمریکا است.
ایلان ماسک در پیامی در شبکه مجازی ایکس از دونالد ترامپ در پرونده اپستین نام برد